# Saek (Volk)
Die Saek (Thai แสก) sind eine Ethnie in Zentral-Laos und Nordost-Thailand und bilden einen Teil der Tai-Völker.

## Geographische Verbreitung
Die Saek siedeln hauptsächlich im mittleren Mekongtal in Zentral-Laos. Eine kleinere Gemeinschaft findet sich im nordöstlichen Thailand, dem Isan, in der Provinz Nakhon Phanom. Die Population beträgt etwa 34.000.

## Sprache
Die Sprache der Saek wird ebenfalls Saek genannt und ist Teil der Tai-Sprachen der größeren Tai-Kadai-Sprachfamilie. Viele Saek sprechen auch die laotische oder die thailändische Sprache.

## Kultur
Die kulturellen Praktiken ähneln denen der größeren Tai-Ethnie oder wurden von den größeren Ethnien, zwischen denen sie siedeln, absorbiert. Ein besonderes Merkmal der Saek bildet heutzutage noch ihre Vorliebe für Rundtänze.

## Religion
Die meisten Saek hängen ihren traditionellen Glaubensvorstellungen an, zu denen die Ahnenverehrung gehört. Eine kleinere Gruppe gehört dem Theravada-Buddhismus an. Geopfert wird oft Geistern, um Krankheiten abzuwehren. Geister repräsentieren die Naturkräfte. Jedes Dorf der Saek hat daneben Schutzgeister, die die Gemeinschaft vor bösen Mächten bewahren sollen.